# Narajówka
Narajówka (ukr. Нараївка (Narajiwka)), rzeka na Ukrainie, dopływ Gniłej Lipy. Przepływa przez Narajów.